# 千葉仁
千葉 仁（ちば まさし、1944年（昭和19年）4月20日 - 2016年（平成28年）9月28日）は、日本の剣道家。段位は範士八段。元警視庁警察官。
上段の名手で、全日本剣道選手権大会で3回優勝した。この記録は史上2位タイである。得意技は上段から振り下ろす片手小手。

## 経歴
宮城県小牛田農林高等学校剣道部で乳井義博、高橋要に師事。上段の構えを始めたのは、高校3年生の6月頃である。小牛田農林では生徒に上段を許していなかったが、先生がいないときに上段の真似事をしていたところを高橋に見つかり、乳井が上段の跡継ぎをほしがっていたことや、千葉が左利きであったことから、上段を許され指南を受けた。
国士舘大学教授大野操一郎からスカウトされ、乳井も賛成して国士舘大学への進学が決まりかけたが、3年生のインターハイ終了後に乳井が「大学は金がかかるし親も大変だから警視庁を受けろ」と言い、急遽警視庁に就職した。
警視庁機動隊の武道小隊に所属し、剣道特別訓練員として修行。講談社野間道場にも通う。野間道場には持田盛二、羽賀準一などの昭和の名剣士がおり、羽賀から猛特訓を受けた。
1966年、1969年、1972年の全日本剣道選手権大会で優勝し、当時の最多優勝記録を打ち立てた。この記録は1996年に宮崎正裕が4回目の優勝を遂げるまで破られなかった。この功績により警視総監賞、警察庁長官賞を受賞。
2016年9月28日死去。叙従七位、瑞宝双光章受章。
警視庁名誉師範、一橋大学剣道部師範を務めた。夫人は元女子バレーボール選手の松村勝美。

## 年譜
- 1944年（昭和19年）4月20日 -  宮城県登米郡中田町（現登米市）で誕生。
- 1963年（昭和38年）3月 - 宮城県小牛田農林高等学校を卒業。
- 1963年（昭和38年）4月 - 警視庁に奉職。
- 1966年（昭和41年） - 第14回全日本剣道選手権大会で初優勝。
- 1969年（昭和44年） - 第17回全日本剣道選手権大会で2回目の優勝を遂げ、当時の優勝最多記録（中村太郎・戸田忠夫）に並ぶ。
- 1972年（昭和47年） - 第20回全日本剣道選手権大会で、前人未到の3回目の優勝を遂げる。決勝戦の相手は2連覇のかかった、同じ上段を得意とする川添哲夫であった。
- 1973年（昭和48年） - 元女子バレーボール選手で、全日本女子バレーボールチーム（ミュンヘンオリンピック代表）主将を務めた松村勝美と結婚[3]。
- 2000年（平成12年） - 中倉清の後任として一橋大学剣道部師範を務める。
- 2004年（平成16年） - 警視庁を定年退職。
- 2016年（平成28年）9月28日 - 肝臓がんのため死去。

## 戦績
全日本剣道選手権大会
出場回数：10回（優勝3回、準優勝2回）
- 第14回（1966年） - 優勝
- 第15回（1967年） - 準優勝
- 第17回（1969年） - 優勝
- 第18回（1970年） - 準優勝
- 第20回（1972年） - 優勝

世界剣道選手権大会
- 第1回東京大会（1970年） - 団体優勝
- 第2回米国大会（1973年） - 団体優勝

国民体育大会剣道競技（団体戦）
- 優勝2回（東京都代表）

全国警察剣道大会（団体戦）
- 優勝4回

明治村剣道大会
- 優勝1回、準優勝1回

## 脚註
1. ↑  警視庁剣道名誉師範の千葉仁氏死去 - 著名人の葬儀 2016年9月30日
2. ↑  『官報』第6894号、平成28年11月8日
3. 1 2  週刊北京五輪：オリンピアン採訪 千葉勝美さん 毎日新聞 2008年5月9日閲覧